# Ozodicera lanei
Ozodicera lanei är en tvåvingeart som beskrevs av Alexander 1942. Ozodicera lanei ingår i släktet Ozodicera och familjen storharkrankar. Inga underarter finns listade i Catalogue of Life.